# Nick Cannon
Nicholas Scott Cannon, (født 8. oktober 1980 i San Diego) er en amerikansk rapper, komiker og skuespiller.
Nick Cannon havde improvisations-showet Wild 'n Out på MTV, som han selv skabte og producerede. Hans debutalbum Nick Cannon indeholdt sangene "Are You A Dime Piece" og "Gigolo", der har været højt oppe på hitlisterne verden over. Han var gift med Mariah Carey. I 2009 var han vært for det Amerikanske talent-show America's Got Talent.

## Diskografi

### Album
- 2003 – Nick Cannon
- 2005 – Stages

### Singler
- 2003 – "Your Pops Don't Like Me"
- 2003 – "Feelin' Freaky" (feat. B2K)
- 2003 – "Gigolo" (med R. Kelly)
- 2005 – "Can I Live?" (feat. Anthony Hamilton)
- 2006 – "Dime Piece" (feat. Izzy)

## Filmografi
- Drumline
- Love Don't Cost a Thing
- Underclassman
- Goal! 2
- Day of the Dead